# Wireless mesh network

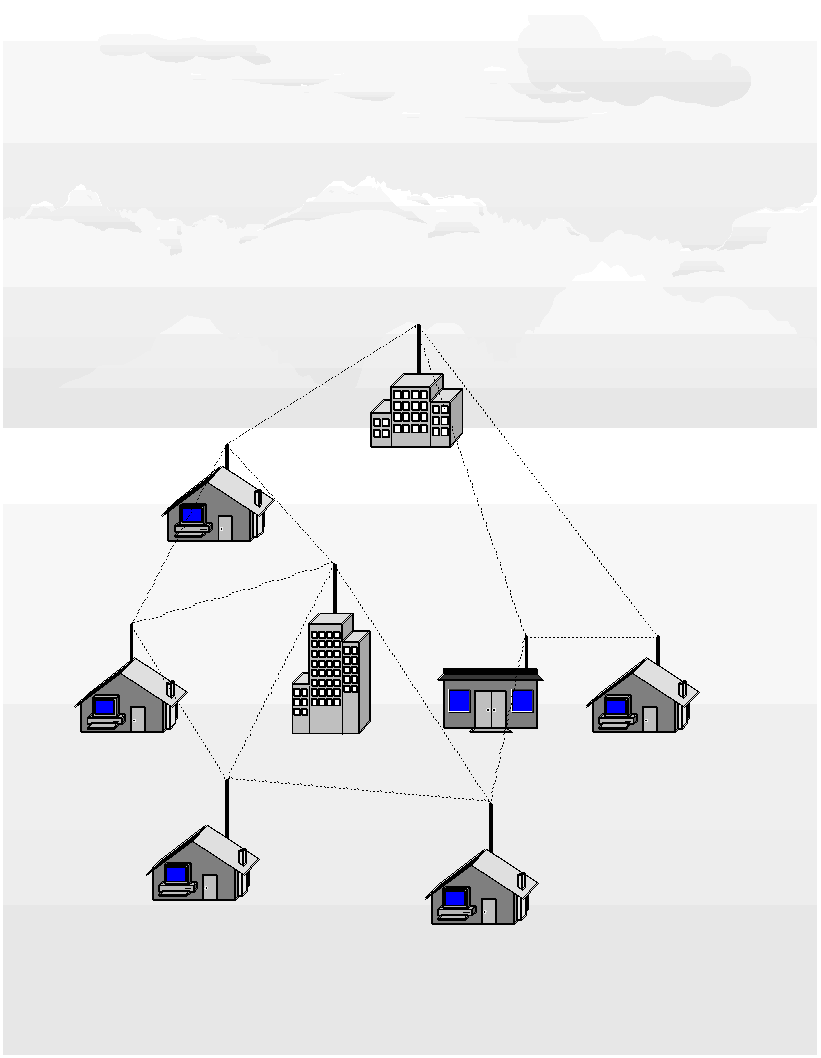
Diagramma di un'ipotetica rete mesh

In telecomunicazioni una wireless mesh network o rete mesh è una rete a maglie implementata tramite una wireless local area network (WLAN).

## Descrizione

Funzionamento di una rete mesh wi-fi

Mentre Internet è fondamentalmente un'infrastruttura di telecomunicazione elettronica e cooperativa, che si serve per la trasmissione dei segnali di mezzi fisici quali fili, fibre ottiche, ecc., una rete a maglie è una rete di telecomunicazione senza fili cooperativa costituita da un gran numero di nodi che fungono da ricevitori, trasmettitori e ripetitori.
Questo tipo di infrastruttura è decentralizzata (non ci sono server centrali), relativamente economica, molto adattabile e resistente, dal momento che ogni nodo deve solamente trasmettere un segnale al massimo fino al nodo successivo. I nodi fungono da ripetitori per trasmettere il segnale inviato in broadcast dai nodi più vicini ai peers (nodi equivalenti) che sono troppo distanti per essere raggiunti direttamente; in questo modo si ottiene una rete capace di coprire grandi distanze, specialmente su terreni accidentati o comunque "difficili".
Le reti a maglie sono inoltre estremamente affidabili, poiché ogni nodo è connesso a molti altri nodi: se un nodo viene meno alla rete, a causa di problemi hardware o qualunque altro motivo, i nodi vicini semplicemente cercano altri percorsi per trasmettere il segnale (si rivolgono ad altri nodi). Le capacità o risorse della rete possono essere incrementate semplicemente installando altri nodi. Le reti a maglie possono includere dispositivi sia fissi sia mobili.
Ci sono progetti indipendenti di affiancamento dell'attuale infrastruttura internet con Wireless mesh network in cui i singoli utenti non sono più solo l'ultimo ramo dell'albero, ma diventano maglie della rete, per aumentarne l'affidabilità e aggirarne i tentativi spesso riusciti di censura (Egitto, Cina, Russia, ecc...).

## Applicazioni
Le classiche applicazioni sono l'installazione di una rete wireless (specie per la navigazione internet) di luoghi pubblici, enti e aziende. Sul mercato esistono da qualche tempo anche modelli per uso domestico (più economici e meno prestazionali). Il vantaggio della rete mesh, rispetto alle semplici soluzioni con dispositivo extender (estensore), è che l'SSID non cambia (almeno, per la zona per cui si è configurata una mesh specifica, ad esempio i piani degli hotel).